# Clinocera sabroskyi
Clinocera sabroskyi är en tvåvingeart som beskrevs av Sinclair 2008. Clinocera sabroskyi ingår i släktet Clinocera och familjen dansflugor.
Artens utbredningsområde är Colorado. Inga underarter finns listade i Catalogue of Life.